# Siergiej Riewin
Siergiej Nikołajewicz Riewin (ros. Сергей Николаевич Ревин, ur. 12 stycznia 1966 w Moskwie) – rosyjski kosmonauta, Bohater Federacji Rosyjskiej (2014).

## Życiorys
W 1983 skończył szkołę średnią w Moskwie, a w 1989 Moskiewski Instytut Techniki Elektronicznej i został inżynierem fizykiem, pracował jako inżynier. W kwietniu 1996 został kandydatem na kosmonautę-badacza, w czerwcu 1998 ukończył ogólne przysposobienie, później był szkolony w grupie specjalizacji programu Międzynarodowej Stacji Kosmicznej. W listopadzie 2011 był dublerem inżyniera pokładowego podczas startu statku kosmicznego Sojuz-TMA. Od 15 maja do 17 września 2012 jako inżynier pokładowy uczestniczył w misji Sojuz TMA-04M/ISS-31/ISS-32 na Międzynarodową Stację Kosmiczną trwającej 124 dni, 23 godziny, 51 minut i 30 sekund. 28 maja 2014 otrzymał tytuł Bohatera Federacji Rosyjskiej i lotnika-kosmonauty Federacji Rosyjskiej.
21 kwietnia 2017 odszedł z astronautyki.
Stowarzyszenie Uczestników Lotów Kosmicznych (Association of Space Explorers) przyznało mu Universal Astronaut Insignia za lot orbitalny (nr 523).